# Szemerei János
Szemerei János (Lajoskomárom, 1963. február 1.– ) evangélikus püspök, elnök-püspök.

## Életpályája
1963-ban született a Fejér megyei Lajoskomáromban, egy tízgyermekes család hetedik gyermekeként. Általános iskolai tanulmányait helyben végezte, a középiskolát pedig Székesfehérvárott, a Ságvári Endre Gép- és Híradástechnikai Szakközépiskola számítástechnikai tagozatán. 1982 és 1987 között Budapesten, az Evangélikus Teológiai Akadémián tanult. 1987 júliusában szentelte lelkésszé Dr. Nagy Gyula püspök. Szolgálatát a tordasi és a gyúrói gyülekezetekben kezdte, előbb segédlelkészként, majd gyülekezeti lelkészként. 1994-ben a kaposvári evangélikus gyülekezet hívta meg lelkészének. 1994 és 2003 között a kaposvári kihelyezett evangélikus hitoktatóképzés tagozatvezetőjeként is működött. 2000 óta a Somogy-Zalai evangélikus egyházmegye esperese. 2011 márciusában a Nyugati (Dunántúli) evangélikus egyházkerület gyülekezetei megválasztották püspöküknek, a nyugdíjba vonuló Ittzés János utódaként. Ünnepi beiktatása 2011. június 25-én volt a győri öregtemplomban.
1987-ben kötött házasságot Szigethy Enikő gyógypedagógussal. Három gyermekük született: Márton (1988), Eszter (1989) és Gergő (1993).